# Schloßgraben (Ottmarsfelder Graben)
Der Schloßgraben ist ein linker Zufluss des Ottmarsfelder Grabens im mittelfränkischen Landkreis Weißenburg-Gunzenhausen.

## Verlauf
Der Schloßgraben entspringt im Naturpark Altmühltal auf einer Höhe von 437 m ü. NHN in einem kleinen Waldgebiet am nordwestlichen Ortsrand des Weilers Oberndorf. Der Bach fließt durch den Wald in eine südwestliche bis südliche Richtung. Der Bachlauf mündet nach einem Lauf von rund 0,8 Kilometern Länge auf einer Höhe von 404 m ü. NHN westlich von Ottmarsfeld von links bzw. von Süden in den Ottmarsfelder Graben. Unweit mündet ebenfalls der Eichgraben.